# جوش إبرامسن
جوش إبرامسن (بالإنجليزية: Josh Abramson)‏ هو شخصية أعمال أمريكي، ولد في 1981 في بالتيمور في الولايات المتحدة.